# 徳江元正
徳江元正（とくえ げんせい、1931年 - 2016年11月30日）は、日本の国文学者。中世芸能が専門。学位は、文学博士（國學院大学・論文博士・1985年）（学位論文「室町藝能史論攷」）。國學院大學名誉教授。

## 経歴
東京生まれ。1954年國學院大學文学部国文科卒、1963年同文学部専任講師、1967年助教授、1977年教授。1985年「室町藝能史論攷」で國學院大学より文学博士の学位を取得。2002年定年退職、名誉教授。

## 著書
- 『芸能・能芸』三弥井書店 三弥井選書 1976
- 『室町藝能史論攷』三弥井書店 1984

### 共編・編著
- 『能・浄瑠璃・歌舞伎』山本二郎共編　桜楓社 1967
- 『室町藝文論攷』編　三弥井書店 1991

### 校訂など
- 『曾我物語 彰考館蔵』村上学,福田晃共編　三弥井書店 1971-1978 伝承文学資料集
- 『謡曲五番』編　桜楓社 1976
- 『伊勢物語註』編　三弥井書店 室町文学纂集 1987
- 『古今和歌集三條抄』編　三弥井書店 室町文学纂集 1990
- 『新編日本古典文学全集 42 神楽歌 催馬楽 梁塵秘抄 閑吟集』臼田甚五郎ほか共校注・訳　小学館 2000

### 記念論文集
- 『鎌倉室町文學論纂 徳江元正退職記念』石川透,岡見弘道,西村聡編　三弥井書店 2002